# Кантинова мапа свијета
Кантинова мапа свијета је најстарија карта свијета која приказује португалска открића на истоку и западу. Мапа је добила име по Алберту Кантину, шпијуну војводе од Фераре, који је ову карту донио из Португала у Италију, 1502. године. Ово је прва карта која показује Америку, Карибе и обалу Флориде, као и Африку, Европу и Азију, са завидном прецизношћу. Нарочито је позната по представи Бразилске обале, коју је само двије године раније открио португалски истраживач Педро Алварес Кабрал (исти је исправно закључио да је дошао на копно које није било познато Европљанима), а коју су послије наставили истраживати Гонсало Коељо и Америго Веспучи.